# Теозофија
Теозофија је езотерични религијски покрет основан у Сједињеним Америчким Државама током касног деветнаестог века. Основана је у великој мери од стране руске емигранткиње Хелене Блаватски и ослања се на уверења претежно из њених списа. Класификовани од стране научника религије као део окултистичке струје западног езотеризма, она се ослања на старије европске филозофије као што су неоплатонизам и азијске религије попут хиндуизма и будизма.
Као по учењу Блаватске, теозофија учи да постоји древно и тајно братство духовних присталица познатих као Махатме, који су - иако пронађени широм света – центрирани највише на Тибету. Верује се да су ови мајстори култивисали велику мудрост и наизглед натприродне моћи, а теозофи верују да су они иницирали модерни теозофски покрет кроз ширење својих учења преко Блаватске. Они верују да ови мајстори покушавају да оживе знање о древној религији која је некад била присутна широм света и која ће поново надмашити постојеће светске религије. Теозофске групе ипак не називају свој систем "религијом". Она промовише еманационистичку космологију у којој се универзум перципира као спољашња рефлексија овог Апсолута. Теозофија учи да је сврха људског живота духовна еманципација и тврди да људска душа пролази кроз реинкарнацију након телесне смрти према процесу карме. Она промовише вредности универзалног братства и друштвеног побољшања, иако не прописује посебне етичке кодексе.
Теозофија је основана у Њујорку 1875. године оснивањем Теозофског друштва од стране Блаватски, Хенрија Олкота и Вилијам Куан Џаџ. Блаватски и Олкот преселили су се у Индију, где су основали седиште Теозофског друштва у Адиар, Тамил Наду. Блаватска је описала своје идеје у две књиге, Откривање Исис и Тајна доктрина. Блаватска је више пута оптуживана да је лажно производила наводно натприродне појаве, често заједно са тим "мајсторима". После Блаватскине смрти 1891. године, дошло је до раскола у Друштву, са судијом који је предводио отцепљење Теозофског друштва у Америци. Судијина наследница Кетрин Тинглеј, у Сан Дијегу основана је теозофска заједница по имену Ломаланд. Друштво са седиштем у Адијару касније је преузела Ани Бесант, под којом је у највећој мери расла током касних 1920-их, пре него што је опала. на својој највећој мјери током касних 1920-их, пре него што је пропала.
Теозофија је одиграла значајну улогу у упознавању западних земаља са јужноазијским религијама, као и у охрабривању културног поноса у разним јужноазијским земљама. Различити истакнути уметници и писци такође су били под утицајем теозофских учења. Теозофија има међународно праћење, а током 20. века је било на десетине хиљада присталица. Теозофске идеје су такође утицале на широк спектар других езотеричних покрета и филозофија, међу којима су Антропозофија,Church Universal and Triumphant, и Нју Ејџ.

## Дефиниција
Оснивач теозофије, Рускиња Хелена Блаватска, инсистирала је на томе да то није религија, иако је назвала модерним преносом "некада универзалне религије" за коју је тврдила да је постојала дубоко у људској прошлости. Да теозофија не треба да буде означена као религија, јесте тврдња коју су одржале теозофске организације, које је уместо тога сматрају системом који обухвата оно што они виде као "суштинску истину" у основи религије, филозофије и науке. Као резултат тога, теозофске групе дозвољавају својим члановима да буду друге религијске припадности, што резултира са теозофима који се такође идентификују као хришћани, будисти или хиндуси.
Неки научници религије који су проучавали теозофију су је окарактерисали као религију. У историји теозофског покрета, Брус Ф. Кампбел напоменуо је да је теозофија промовисала "религиозни поглед на свет" користећи "експлицитно религијске термине" и да њена централна начела нису недвосмислена чињеница, већ се ослањају на веровање. Олав Хамер и Микаел Ротштајн су га назвали "једном од најзначајнијих религијских традиција модерног света". Различити научници су указали на његову еклектичну природу; Џозелин Гудвин описао га је као "универзално еклектични религиозни покрет", док је научник Ј. Џефри Френклин окарактеризирао теозофију као "хибридну религију" за своју синкретичку комбинацију елемената из разних других извора.
Научници су такође класификовали теозофију као облик западног езотеризма. На пример, Кампбел га је назвао "езотеричном верском традицијом", док га је историчар Џои Дикон назвао "езотеричном религијом". Конкретније, сматра се да је то облик окултизма. Заједно са другим групама као што је Херметички Ред Златне Зоре, Теозофско Друштво је виђено као део "окултног препорода" који се догодио у западним земљама током касног деветнаестог века. Историчар религије Воутер Ханеграф је приметио да је теозофија помогла да се успоставе "суштинске основе за езотеризам 20. века". Иако се теозофија ослања на индијска религијска уверења, социолог религије Кристофер Партриџ је приметио да је "теозофија у основи западна. То јест, теозофија није источњачка мисао на Западу, већ западњачка мисао са источњачким укусом."

### Етимологија
На састанку Miracle club у Њујорку 7. септембра 1875. године, Блаватски, Олкот и Џаџ су се сложили да оснују организацију, а Чарлс Сотеран је сугерисао да га зову Теозофско друштво. Пре усвајања имена "теозофско", расправљали су о разним потенцијалним именима, међу којима су Египатолошко друштво, Херметичко друштво и Розенкројцерско друштво. Овај термин није био нов, јер су га већ у различитим контекстима користили филатежани и хришћански мистик Јакоб Бохм. Етимолошки, термин је дошао од грчког theos ("бог(ови)") и sophia ("мудрост"), што значи "бог-мудрост", "божанска мудрост", или "мудрост Божија" . Појам теозофија појавио се (и на грчком и на латинском) у делима раних црквених отаца, као синоним за теологију. У својој књизи "Кључ теозофије", Блаватска је тврдила да су термин "теозофија" сковали "александријски филозофи", посебно Амонијус Сакас.
Да теозофија Блаватске није једини покрет који користи термин "теозофија" резултирао је научним покушајима да се разликују различите струје. Гудвин је нацртао поделу тако што је споменуо Блаватски теозофију великим словом, а старију, боемску теозофију са малим словом. У исто време, учењак езотеризма Воутер Ј. Ханеграф разликовао је Блаватски покрет од старијег истоименика називајући га "модерном теозофијом". Следбеници Блаватски покрета познати су као теозофи, док присталице старије традиције називају теозофичарима. Изазивајући одређену конфузију, неколико теозофа - као што је Ц. Ц. Масеи - били су и теозофичари. У ранијим годинама покрета Блаватски, неки критичари су га називали "неотеозофијом" да би га разликовали од старијег хришћанског теозофског покрета. Термин "неотеозофија" касније ће бити усвојен у модерном теозофском покрету, где је коришћен - углавном погрдно - да се опишу учења која су промовисали Ани Бесант и Џарлс Вебстер Леадбетер од стране оних који су се противили њиховим обновама.
Према научнику религије Џејмсу А. Сантучију, разлучивање онога што појам "теозофија" значи раним теозофима "није тако очигледно као што би се могло помислити" . Као што га је користио Олкот, појам "теозофија" је био примењен на приступ који је наглашавао експериментисање као средство за учење о "невидљивом универзуму"; супротно, Блаватска је користила тај израз у односу на гносу у вези са поменутим информацијама.

## Веровања и учења
Иако списи истакнутих теозофа износе скуп учења, само Теозофско друштво наводи да нема званична увјерења с којима се сви чланови морају сложити. Она, дакле, има доктрину, али је не представља као догму. Друштво је изјавило да једино начело на који би сви чланови требало да се обавежу јесте "да се формира средиште Хуманог Универзалног Братства без разлике у раси, вери, полу, касти или боји". То значи да су постојали чланови Теозофског друштва који су били скептични према многим, или чак свим теозофским доктринама, иако су на ставили да симпатишу њен основни циљ универзалног братства.
Као што је приметио Сантући, теозофија је "изведена првенствено из списа" Блаватске, али су ревизије и иновације произвели и каснији теозофи попут Ани Бесант и Џарлса Леадбетер. Блаватска је тврдила да ове теозофске доктрине нису њен властити изум, већ да су примљене од братства тајних духовних познаваоца које је назвала "мајстори" или "махатме".

### Мајстори
Централна идеја теозофског веровања је да група духовних присталица познатих као мајстори не само да постоје већ су одговорни за производњу раних теозофских текстова. За већину теозофа, ови господари се сматрају стварним оснивачима модерног теозофског покрета. У теозофској литератури, ови господари су такође означени као махатме, присталице, мајстори мудрости, мајстори самилости и старија браћа. Сматра се да су они братство људи који су веома развијени, како у смислу напредног моралног развоја тако и интелектуалног достигнућа. Тврди се да су постигли изузетно дуг животни век, и да су стекли натприродне моћи, укључујући видовитост и способност да одмах пројектују своју душу из свог тела на било коју другу локацију. То су моћи које су наводно постигли кроз дугогодишњу обуку. Према Блаватској, крајем 19. века њихова главна резиденција била је у хималајском краљевству Тибета. Она је такође тврдила да су ови господари били извор многих њених објављених радова.
Верује се да мајстори чувају древно духовно знање света и представљају Велико Бело Братство или Белу ложу која пази на човечанство и води његову еволуцију. Међу онима које су рани теозофи тврдили да су мајстори биле су библијске личности попут Абрахама, Мојсија, Соломона и Исуса, азијских религиозних фигура као што су Гаутама Буда, Конфучије и Лаози, и модерни појединци као што су Јакоб Бохме, Алесандро Каљостро и Франц Месмер. Међутим, најистакнутији мајстори који се појављују у теозофској литератури су Кут Хоми (понекад Кутхуми) и Мориа, с којима је Блаватска тврдила да је у контакту. Према теозофском веровању, мајстори приступају онима за које се сматра да су достојни да се упусте у науковање или школовање. Ученик би тада пролазио кроз неколико година условне казне, током којих би морао да живи животом физичке чистоће, да остане чедан, апстинентан и равнодушан према физичкој раскоши. Блаватска је охрабрила стварање слика мајстора. Најзначајнији портрети мајстора који су настали су 1884. године од стране Хермана Шмицена. Према научнику религије Масиму Интровигнеју, Шмиценове слике Морије и Кут Хумија добиле су "полу-канонички статус" у теозофској заједници, и које се сматрају светим објектима, а не само декоративним сликама.
Кампбел је напоменуо да за не-теозофа, тврдње су о постојању мајстора међу најслабијим које је створио покрет. Такве тврдње су отворене за испитивање и потенцијално оповргавање, са изазовима за постојање мајстора, дакле поткопавајући теозофска уверења. Идеја о братству тајних присталица имала је дугачак педигре који се протезао неколико векова пре утемељења теозофије; такве идеје се могу наћи у раду розенкројцера и популаризовале су у фиктивној литератури Едварда Булвер-Литона. Идеја да се поруке пренесе на медијума кроз духовно напредне ентитете такође је била популаризована у време настанка теозофије кроз духовни покрет.

### Религија древне мудрости
Према учењима Блаватске, многе од светских религија имају своје порекло у универзалној древној религији, "тајној доктрини" која је позната Платону и раним хиндуистичким мудрацима и која и даље подупире центар сваке религије. Она је промовисала идеју да су древна друштва показала јединство науке и религије које је човечанство изгубило, а њихова достигнућа и знање сувише надмашују савремене научнике. Блаватска је такође учила да је тајно братство сачувало ову древну мудрост религије током векова, и да припадници тог братства држе кључ за разумевање чуда, загробног живота и психичких феномена, и да осим тога ови адепти имају паранормалне моћи.
Она је изјавила да ће ова древна религија бити оживљена и проширена у читавом човечанству у будућности, замењујући доминантне светске религије као што су хришћанство, ислам, будизам и хиндуизам. Теозофија је имала тенденцију да наглашава важност древних текстова над популарним ритуалима и обичајима који се налазе у различитим религијским традицијама. Међутим, теозофски приказ будизма и хиндуизма изазвао је критике како од практичара ортодоксне будистичке и хиндуистичке традиције, тако и од западних учењака тих традиција, као што је Макс Милер, који је веровао да теозофи попут Блаватске лажно приказују азијске традиције.

### Теологија и космологија
Теозофија подстиче еманацијску космологију, подстиче веровање да је универзум спољашњи одраз апсолута. Теозофија представља идеју да свет какав људи виде је нестваран или маја, идеја која је извучена из азијских религија.
Према учењу Хелене Блаватске, сваки соларни систем у универзуму је израз онога што се назива „Логос“ или „Соларно божанство“. Испод овог соларног божанства налазе се седам министра или планетарних духова, при чему свако од ових небеских бића контролише еволуцију на одређеној планети. У Тајној доктрини, Блаватска је навела да свака планете има седмоструку конституцију, познату као „планетарни ланац“; која се састоји не само од физичког света већ и од два астрална тела, два ментална тела и два духовна тела, која се сва преклапају у истом простору. Према Блаватској, еволуција се дешава на силазним и узлазним луковима, од првог духовног света до првог менталног света, онда од првог астралног света до првог физичког света, и даље одатле. Тврдила је да постоје различити нивои еволуције, од минералне до биљне, животињске, људске, а затим то надљудске и духовне. Различити нивои еволуције одвијају се узастопно на свакој планети, тако да када се минерална еволуција заврши на првој планети и настави се биљна еволуција, онда минерална еволуција почиње на другој планети.
Теозофија учи да је људска еволуција везана за ову планетарну и ширу космичку еволуцију. У Тајној доктрини, Блаватска је заговарала идеју о седам „основних раса“, од којих је свака била подељена на седам под-раса. У космогонији Блаватске, прва основна раса створена је из чистог духа и живела је на континенту који је познат као „Неуништива света земља“. Друга основна раса, позната као Хиперборејци, је такође створена из чистог духа, и живела је на земљи близу Северног пола, који је тад имао благу климу. Трећа раса је живела на континенту Лемурија, за који Блаватска тврди да је преживео као Аустралија и Рапа Нуи. Блаватска је навела да су током четвртог круга Земље, виша бића спустила на планету, са почецима развоја људских физичких тела и раздвајања полова. У овом тренутку се појавила пета основна раса, која је живела на континенту Атлантида; они су имали физичка тела али и психичке моћи и напредну технологију. Она је тврдила да су неки Атлантиђани џинови, и да су саградили древне споменике као на пример Стоунхенџ у јужној Енглеској, и такође су се парили са женкама, које је резултовало креацију горила и шимпанза. Атлантиђани су били декадентни и зло употребљивали су своју моћ и знање, тако да је Атлантида потонула у море, мада неки Атлантиђани су побегли и створили ново друштво у Египту и Америци.
Пета основна раса која се појавила су Аријевци, и пронађена је широм света у тренутку када је она писала. Веровала је да ће пету расу заменити шеста раса, чији ће почетак означити долазак Маитреје, фигуре из из Махајане будистичке митологије. Најзад, мислила је да ће се човечанство развити до завршне седме основне расе. Овим тврдила је да ће човечанство достићи крај свог еволуционог циклуса и живи свет ће нестати са Земље. Лачмен је је сугерисао да читајући космогонске тврдње Блаватске као дословни приказ историје, "ми то можда чинимо лошом услугом". Уместо тога предложио је да њено дело посматрамо као покушај новог мита модерног доба или велике научно-фантастичне приче.

### Маитреја и месионизам
Блаватска је мислила да је господар Маитреја-фигура коју је позајмила из Будистичке митологије-доћи на Земљу као месијанска фигура. Њене идеје везане за ово су били проширене од стране Безане и Лидбитера. Они су тврдили да се Маитреја претходно реинкарнисала на Земљу у облику Кришне, фигуре из Хинду митологијие. Такође су тврдили да је он ушао у Исуса из Назарета за време његовог крштења, и од тад па надаље Маитреyа би била позната као "Христ". Бесант и Лидбитер су тврдили да ће Маитреја поново доћи на Земљу манифестујући се кроз Индијског дечака под именом Џиду Кришнамурти, ког је Лидбитер сусрео играјући се на плажи Адјиара 1909. Увођење Кришманурти веровања у теозофију је идентификовано као миленариански елемент.

### Лични развој и реинкарнација
По теозофским предањима, сврха људског живота се састоји у спиритуалној еманципацији душе. Људска јединка се описује као "его" или "монад" и верује се да њено порекло лежи у Соларном божанству, у које ће се својевремено и вратити. Људско биће је приказано као склоп који се састоји из 7 делова, а који уједно и учествује на 3 одвојене равни бивствовања. По речима Синета, које се обично и понављају у теозофској литератури, те делове чине тело (рупа), виталност (прана-јива), астрално тело (линга сарира), животињски дух (кама-рупа), људски дух (манас), спиритуални дух (буддхи) и Душа (атма). По теозофским предањима, последње три компоненте су бесмртне, док остали аспекти нестају после телесне смрти. Теозофија говори да спиритуални дух и Душа нису садржани у људском телу, као остали аспекти, већ да су са њим повезане преко људског духа.
У књизи Глас тишине, Блаватскијева говори да у свакој људској јединки постоји безвремени, божански аспект, који она зове "господаром", "ре-креатором", "унутрашњим Богом" или "над Ја". Она се залагала за идеју да сједињење са тим над Ја води до мудрости. У истој књизи, упоређивала је напредовање људског духа са путом кроз 3 ходника; први је незнање, које подразумева стање духа пре него што разуме потребу сједињења са над Ја. Други је ходник учења, у ком појединац постаје свестан осталих аспеката људског живота, али је ометен интересом у психичке моћи. Трећи је ходник мудрости, у ком се постиже сједињење са над Ја; ово је праћено тзв Долином задовољства. Сада људска душа може да се стопи у Један.

### Реинкарнација и карма
Кроз њена писања, Блаватска је направила разне изјаве везане за препород и живот после смрти, и ту постоји несагласност између њених старијих и новијих дела на ту тему. Између 1870. и отприлике 1882. Блаватска је подучавала доктрину звану ,, Метемпсихоза”. У књизи ,, Разоткривање Исизе”, Блаватска је рекла да у моменту телесне (физичке) смрти, људска душа пролази кроз више спиритуалних равни. Две године касније, увела је идеју реинкарнације у теозофску доктрину, користећи је да замени своју доктрину метемпсихозе. У књизи ,, Тајна Доктрина” , рекла је да људски дух је бесмртан и да ће сваки пут изнова се реинкарнирати у нову смртну душу и тело на Земљи. По теозофским учењима, људски дух ће увек бити реинкарниран у људско тело, а не у тела неких других жиих бића. Блаватска је изјавила да духови неће бити реинкарнирани све док не прође неко време после телесне смрти, и никако током живота рођака преминуле особе.
Блаватска је подучавала да након телесне смрти, астрално тело преживи неко време у стању које се зове карма-лока, које она упоређује с лимбом, пре него што и оно умре. Према овом веровању људско тело се премести у своје ментално тело у свету који се зове девачан, које она пореди са рајем. Блаватска је говорила да тело остаје у девачану неких 1000 до 1500 година, иако је теозоф Чарлс Вебстер Ледбитер тврдио да остаје само 200 година.
Теозофија признаје постојање карме као система који регулише циклус реинкарнације осигуравајући да акције неке индивидуе у току једног живота утичу на околности следећег. Ово веровање дакле, покушава да објасни зашто туга и патња постоје у свету, приписујући сваку несрећу кроз коју неко пролази, као казну за грехе које су чинили у прошлом животу. Као што Блаватска каже карма и реинкарнација су „ неодвојиво испреплетене“. Упркос томе, она није веровала да је карма била одувек систем који је владао реинкарнацијом, веровала је да је карма створена када су људи развили его, и да једног дана неће бити потребна.
Безан и Лидбитер тврдили су да могу да истржују прошле животе људи кроз читање акашког записа, етеричне ризнице свог знања универзума. Они су, на пример, тврдили да су стекли знање о њиховим прошлим животима као мајмунолика створења која су живела на Месецу, где су служили као љубимци „Месечевом човеку“ (претходна инкарнација господара Морја), његовој жени (Кут Хуми) и њиховом детету (господар Маитреја). Када су били нападнути од стране „дивљака“ и животиња „које су личиле на длакаве гуштере и крокодиле“. Безан је жртвовала себе да спаси Морја и тај чин је направио кармички еволуцијски скок и постала човек у следећој инкарнацији.

### Моралност и етика
Теозофија не обухвата никакву формалну врсту учења о моралности, такве ситуације могу да изазивају двосмисленост. Али зато има одређене вредности које подржава као што је братство и социјално напредовање. Током млађих дана Теозофска друштва су заступала јак став о сексуалности, на пример подржавање чедности чак и у браку.
Од 1911. теозофско друштво је било уплетено у промовисање прогресивизма. У Енглеској је постојала јака повезаност између теозофског друштва и првог таласа феминизма. На основу статистике, Диксон је забележио да су угледне енглеске феминисткиње тог доба имале неколико стотина пута више шансе да се учлане у теозофијско друштво него просечан грађанин. Групе чланова Теозофског друштва су учествовале у феминистичким протестима тог времена, на пример група теозофиста је 1911. имала битну улогу у феминистичким протестима.

### Ритуали
Теозофија нема никакве специфичне ритуале који би њени следбеници требало да примењују. Али их одређене теозофске групе имају, на пример Либерална католичка црква. Такође су пример окупљања Уједињене ложе Теозофа која се описују као донекле церемонијална и помало литургијска.

## Историјски развој
За креирање Теозофског друштва у великој мери су одговорне две особе: Хелена Блаватски и Хенри Стил Олкот. Већ установљено Хришћанство у Сједињеним Америчким Државама било је уздрмано у другој половини 19. века, што је био резултат брзог развоја урбанизације и индустријализације, великог броја имиграција и великог распрострањена еволуционе теорије која се супротставља традиционалним хришћанским веровањима. Велики број различитих верских заједница је заснована на свим деловима државе, међу којима су Заједница слободне религије, Нове мисли, Хришћанска наука и Спиритуализам. Теозофија ће се градити на тада популарној идеји у САД-у, наглашава ће слободну вољу и неизбежност напретка, укључујући и духовни напредак. Такође је на развој Теозофије утицало пристизање новог знања о Азијској религији у САД.
Пре него сто је стигла у САД, Блаватски је имала искуства са Спиритуализмом.. Преко којег је упознала Олкота
1884. Олкот ствара прву шкотску ложу у Единбургу.
Године 1980, Кампбел је забележио да се књиге Теофизије продају у рекордним нивоима.
У САД-у Вилијам Кван Џаџ се посветио промовисању Теозофије, али са малим успехом.

## После Хелене Блаватски
Током свог живота, Блаватски је предлагала доста људи за свог наследника. Три најобећавајућија наследника Олкот, Џаџ и Безан су се одмах након смрти Хелене Блаватски састали у Лондону да разговарају. Џаџ је тврдио да је и он био у контакту са Вођама друштва, и да је од њих добио поруку да он и Безан треба да делегирају Езотеричан део заједнице. Олкот је сумњао да та порука није била легитимна, што је изазвало тензију између њих двојце. Безан је покушала да смири ситуацију, али Џаџ јој је открио Олкотов план да је убије, тврдећи да је информацију добио од Вођа. 1893. Безан је стала на Олкотову страну и подржала његов захтев да се Џаџ казни. Почела је истрага из два дела, која је закључила да зато што Друштво није дала официјелну изјаву да ли Владари постоје или не, Џаџ не може да буде крив за лажирање поруке и да може да задржи своју позицију. До информација о суђењу дошао је Едмунд Гарет, које је он искористио као основу за своју књигу ,,Isis Very Much Unveiled“. Џаџ је онда објавио да су му Владари рекли да он сам треба да преузме контролу над Езотеричним делом, са чим се Безан није сложила. Олкот позива Џаџа да одустане, априла 1895. Амерички део гласа да се одвоји од главне Заједнице. Џаџ остаје лидер, али умире за мање од годину дана.
Олкот је онда послао Безан у САД да добије подршку od Адиарског друштва. Она је веома успешно обавила овај задатак добијачи хиљаде нових следбеника и уз то се створило неколико нових грана друштва. Безан се спријатељила са Теозофом под називом Чарлс Вебстер Лидбиатер, са којим је написала значајан број књига. Лидбиатер је био контроверзан, а ситуација се погоршала кад је затечен како учи два дечака да мастурбирају. Амерички део Теозофског друштва је подигао унутрашње оптужбе против њега, Безан је стала у његову одбрану. Вероватно како би се смањио лош публицитет, Друштво га није избацило него је прихватило његову оставку.
Године 1907, кад је Олкот преминуо, за свог наследника предложио је Безан која у Јуну великом већином преузима ту позицију. Током прве године као лидер друштва, остварила је пораст броја чланова друштва за 50% који долази до 23,000. Такође је остварила пораст броја ораница Адиарског друштва са 27 на 253. Безан је била активна, промовишући права жена у Индији кроз Удружења индијских жена, помогла је успостављању и Централног Хинду колеџа и Хинду школе за девојке. Основала је ,,New India newspaper“, и наставила је да подржава индијску независност у новинама током Првог светског рата, чак је и била у Индији на пар месеци. Ово јој је помогло да ојача свој статус у покрету независтности, што јој је са 70 година донело почасну позицију Председника Индијског националног конгреса.
У децембру 1908. Лидбиатер је прихваћен поново у друштво, што је изазвало талас људи који су напустили заједницу, Сиднејски део заједнице се отцепио од независног друштва Теозофа. Лидбиатер је путовао до Адиара где је упознао младог дечака Џудмана Кришнамуртија, и проглашава га за садашњим оличењем бића познатог под називом „World teacher“( Светски учитељ). Затим је следеће две године преузео контролу над дечаковим инструкцијама. Уз помоћ Безант, Лидбиатер оснива групу познату под називом „Order of the star“ (Ред звезде) на истоку да би проширио идеју о Кришнамуртију као Светском учитељу. Лидбитаер је такође желео већи број обреда унутар Теозофије, па су он и Ј. И. Видгвод постали бискупи у старој Католичкој цркви. Затим су се одвојили од тога и основали своју Либералну Кароличку цркву, која је била независна од Теозофског Друштва(Адиар) али су били потврђени са њихове стране. Црква је већину чланова добила из Друштва, и у великој мери су зависили од њихових средстава. Међутим, 1919 црква је пропала због полицијске истраге, где су 6 њихових свештеника били оптужени за наводни чин педофилије и Ведгвуд- који је био уплетен у оптужбе- је поднео оставку.
Покрет „Back to Blavatsky“ (Назад на Блаватску) спаја се са заједницом. Њихови чланови називају Безан и њене пратиоце „Нео-Теозофи“, оспоравајући оданост Либералне Католичке цркве Папи. Покрет назад на Блаватску највише је узнемиравала ривалска група Уједињена ложа Теозофа. Једна од битних фигура која је променила страну био је Б. П Вадиа. Уједињена Ложа Теозофа основана је у Лос Анђелесу 1909. када се одвојила од Џаџове Теозофске заједнице у САД-у, трудећи се да одрже што мањи ниво структуре организације. Усресредили су се на објављивање нових верзија књига, између осталог дела Блаватске и Џаџа, обично објављивали су анонимно да би избегли стварање било каквог култа у заједници Теозофа.
Адиарска заједница је на крају 1920 достигла рекордних 40.000 чланова. Док је Ред звезде највише имао 30 000. Кришнамурти је одбацио тврдњу да је он Светски учитељ, и онда је напустио друштво: последице овога су биле велике, заједница губи трећину чланова у следећих пар година. 1933 Безант умире и врх заједнице преузима Џорџ Арундале који је води до 1945: количина активности Заједнице знатно је опала због Другог светског рата.
Џаџ није именовао свог наследника Америчке заједнице Теозофа, позицију преузима Кетрин Тингли, која тврди да је остала у медијумском контакту са Џаџовом душом. Кингли је покренула унутрашњу кампању да се уздигне унутар Друштва, пославши мисионаре у Европу, Египат и Индију. У последњој држави су се сукобили са Адиарским делом Теозофског друштва, где нису били успешни при добијању подршке. Ернест Темпл Харгров је покушао да преузме власт, али када није успео одваја се и оснива своју ривалску групу. 1897. Тингли оснива Теозофску заједницу ,,Lomaland“ у Сан Дијегу , Калифорнија. Доста Теозофа писаца и уметника се окупило ту, док је ботанићки развоје био такође наглашен. 1919. је основан Теозофски универзитет уз помоћ грађана. Дугорочни финансијски проблеми уз старење популације резултирали продајом Ломаленда 1942. У међувремену Тингли умире и 1929, и америчко друштво Теозофа преузима Готфрид де Пуракер, који је заступао зближавање са осталим Теозофксим заједницама, што је познато као ,,Fraternisation“ покрет.

## Демографија
Током првог века постојања Теософија је установљена као међународно друштво. Кембел верује да је од оснивања до 1980. год. Друштво стекло десетине хиљада следбеника. Нагласио је да последњих година Друштво има око 35.000 чланова, од којих је 9000 из Индије, 5500 чланова Теософског Друштва Америке, 1500 чланова међународног Друштва и око 1200 чланова Уједињене Ложе Теософије. Највише чланова је било када је Друштво достигло врхунац 1929. год. када је бројало 45 000.
Теософске групе су веће насупрот класичне породице. Кембел је истакао да су ови чланови отуђени од конвенционалних друштвених норми.
Како је Диксон приметио, крајем деветнаестог и почетком 20. века, Теософско Друштво је било усмерено на елитне, учене, средње и више средње класе. Учење Друштва је било „религија за класе које мисле“. Кембел је изјавио да је Теософија привукла „неконвенционалне, либералне, слободоумне Западњаке“. Према Диксоновој, били су међу онима који су постали хуманитарна савест средњих класа, дисидентска мањина која ради у мањим организацијама критикујући доминантност буржоаске класе и културе.
Кембел је, такође, истакао да се Теософија окренула ученим Азијатима и делимично Индијцима, зато што се Азија сматра за колевку религије која је дозволила да се традиционална учења уклопе у модерне структуре.

## Прихватање и наслеђе
Хамер и Ротштајн су веровали да је формирање Теософског Друштва било књучно поглавље за религијску историју запада. Теософско Друштво је имало значајан утицај на религију, политику, друштво и културу запада. Било је есенцијално за увођење индијских религијских учења. Кембел је окарактерисао Друштво као „вероватно најзначајнију нетрадиционалну и окултну групу у последњем веку“, док је 2012. Сантући истакао да је било „камен темељац за савремену религијску лепезу“.
Прилазећи Азијској религији с поштовањем и врло озбиљно схватајући њихова уверења, Хелена Блаватски и Олкот су утицали на Јужно азијско друштво у Индији, које је касније одиграло велику улогу у оживљавању будизма.Махатма Ганди је развио интересовање за Хинду културу после проучавања дела Багавад Гита које су писали Теософисти. Поред подршке Индијском покрету(1916—1918), који се сматра претечом покрета за независност, подржавала је и покрете у Ирској, Шкотској и Велсу, по чијем моделу је настао индијски покрет. Кембел је навео Теософију као „оца“ покрета који је у 20. веку растао у Азији.

### Утуцај на уметност и културу
Многе значајне личности, посебно у хуманизму и уметности, су биле укључене у Теозофски покрет који је значајно утицао на њих.. Истакнути научници као Томас Едисон проналазач, Алфред Расел Волас биолог и хемичар Виљем Крукс
Теософија је утицала и на уметност. Такође је утицала на велики број пионира апстрактне уметности. Руски апстрактни уметник Василиј Кандински је био заинтересован за Теософске идеје о бојама као и холандски уметник Пит Мондриан на кога је утицала теософска симболика.
Теозофиија је, такође, утицала на ирску књижевност крајем 19. и почетком 20. Века, укључујући Чарлса Џонстона, Џорџа Расела, Џона Елингтона и Виљема Батлера Јејтса. Амерички писац Талбот Манди је укључио Теософске теме у многа своја дела, одбацивши претходну повезаност са Хришћанском науком , приступивши Друштву 1923, придруживши се комуни у Поинт Лому.

### Утицај на друге верске и езотеричне групе
Бестселери и телевизијске емисије посвећене су теозофским концептима као што су реинкарнација и духовна еволуција; интернет преплављује референцама на теозофске концепте као што су људска аура (Гуглова претрага у мају 2012. прегледана је 47 милиона пута) и  чакре  (12 милиона пута). Чак и истински мејнстрим медији као што је Национална географија представљају програме посвећене теоретским темама као што су Атлантида и духовне мистерије Египта. Термини и идеје створени или посредовани од стране гласноговорника Теозофског друштва су временом постали кућне речи, а долазак теозофије је тако означио фундаменталну промену у верском животу безбројних појединаца.

— Olav Hammer and Mikael Rothstein, 2013.
Оснивачи многих касније нових религијских покрета били су укључени у теозофију. Многе езотеричне групе - као што је Езотерична школа Алис Бејли и антропозофија Рудолфа Штајнера - "директно зависе" од теозофије. Иако се одвојио од теозофије када се одрекао Леадбеатерове тврдње да је био учитељ света, Кришнамурти је наставио да показује теозофске утицаје у својим каснијим учењима. Године 1923. бивши теозоф, англо-амерички Алис Бајли, основао је езотеричну школу, која је такође почивала на тврдњама о контакту са узашлим мајсторима.
Други бивши теозоф, аустријски Рудолф Штајнер, одвојио се од Теозофског друштва над тврдњама о Кришнамуртију, а затим је 1913. основао своје властито Антропозофско друштво, које је промовисало антропозофију, филозофију под утицајем теозофских идеја. Упркос свом одласку од теозофа, Рудолф Штејнер је ипак задржао велико интересовање за теозофију до краја свог живота.
Како је Теозофија ушла у Волкиш покрет крајем 19. века у Аустрији и Немачкој, он се синхронизовао да би створио еклектички окултни покрет познат као ариозофизам. Најистакнутији ариозофиста, аустријски Гуидо вон Лист, био је под утицајем теозофских идеја у стварању сопственог окултног система.
У Сједињеним Америчким Државама током 1930-их, групу I AM су основали Гуи Балард и Една Балард; група је прихватила идеју узашлих Мајстора из теозофије. Идеја о Мајсторима - и вера у Мориа и Кутхуми - такође је усвојена у систем веровања Црквеног Универзума и Тријумфа. Канадски мистик Манли П. Хал такође је навео списе Блаватске као кључни утицај на његове идеје. Теозофске идеје, укључујући и еволуцију Земље, утицале су на учење британског завереника Давида Икеа.
Хамер и Ротшајн су изјавили да је теозофија у великој мери утицала на "популарну религиозност" и да је крајем двадесетог и двадесет првог века "прожимала скоро сваки угао и расцеп савремене" народне "религијске културе" у западним земљама. То је имало велики утицај на Њу Ејџ миље у последњем 20. веку. Она је одиграла важну улогу у промовисању веровања у реинкарнацију међу западњацима.

### Научна истраживања
Значајна количина литературе је створена о теозофија и теозофском друштву. Већина раних публикација о теозофија спадају у два кампа: или апологетски и врло одбрамбени, или врло антагонистички и агресивни према покрету. Од 2001. године религиозни научник Олав Хамер је могао и даље приметити да су књиге о теозофским доктринама биле апологетске природе. Примери таквих дела су књига Вилијама Питер Јудге из 1893. године "Океан теозофије" и Роберт Елвудова књига из 1986. "Теозофија". Он је приметио да је већина ових радова третирала теозофску доктрину као да је фиксна целина и да је дала мало или нимало дискусије о променама током деценија. Многи чланци о историјском развоју покрета појавили су се у часопису "Теозофска историја".
Многи рани научници религије одбацили су теозофију као да није доступна проучавања. Мирсеа Елијаде је, на пример, описао теозофију као "одвратан" духовни хибридизам. Академско проучавање теозофске струје развијало се на пресеку два научна под-поља: проучавање нових религијски покрета, који су се појавили 1970-их година и проучавање западног езотеризма. Значајан део науке о теозофији представљају биографије њених водећи чланова и дискусија о догађајима у историји друштва. Насупрот значајном броју истраживања фокусирани на прве две генерације теозофа, мало је произведено на каснијим члановима. Хамер је такође изразио жаљење да се, док се науке о теозофији развијају, она није фокусирала на преформулисање теозофије од стране Лидбитера и Безан или са развојним идејама пост-теозофским писаца као што су Штајнер или Бејли. Хамер и Ротштајн сугерисали су да је "оскудица научне литературе" о теозофији зато што "моћни појединци и институције" у Европи и Северној Америци сматрају да је религија "смешна" и тако обесхрабрују научнике да посвете своје време истраживању.